# Venus mit Amor als Honigdieb (London)

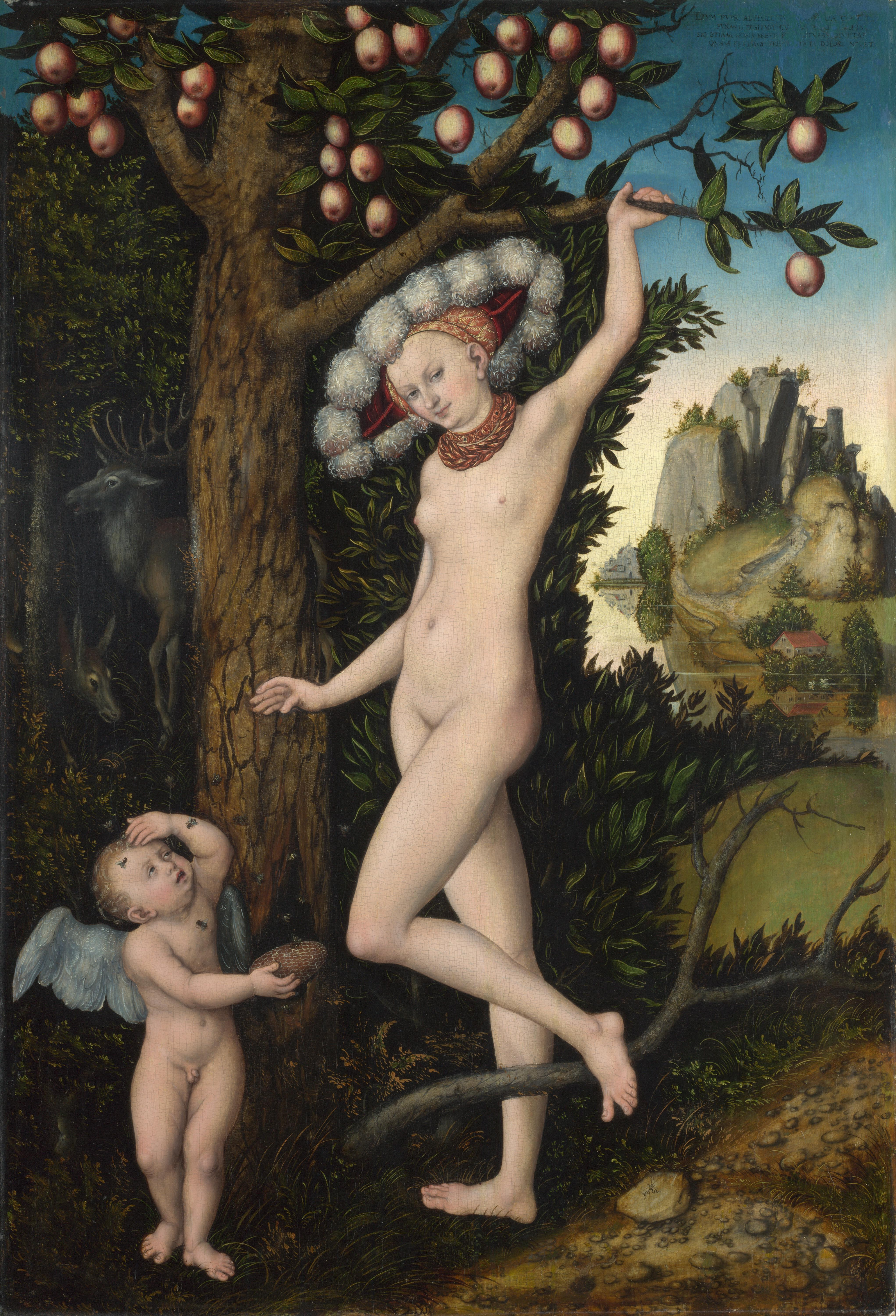
Lucas Cranach: Venus mit Amor als Honigdieb

Venus mit Amor als Honigdieb ist ein Gemälde von Lucas Cranach dem Älteren, das in der Sammlung der National Gallery in London unter der Inventarnummer NG6344 aufbewahrt wird. Das Gemälde ist in Öl auf Holz ausgeführt und hat die Maße 81,3 × 54,6 Zentimeter.

## Bildgehalt
Das Bild zeigt links unten den geflügelten nackten Amor, der aus dem hohlen Stamm des Apfelbaums im linken Bildmittelgrund eine Honigwabe genommen hat, dabei von den ihn umschwärmenden Bienen gestochen wurde und sich nun bei seiner rechts neben ihm stehenden, ebenfalls nackten Mutter Venus beklagt. Venus trägt einen Federhut und wendet sich nach links dem Amorknaben zu, wobei sie sich mit einer Hand an einem über ihr befindlichen Ast des Apfelbaumes festhält, während sie gleichzeitig einen Ast in Bodennähe übersteigt. Durch diese Pose verdeckt Venus ihr Geschlecht mit dem Oberschenkel, gleichzeitig werden Gesäßrundung und nackter Oberkörper vorteilhaft präsentiert. Links im Hintergrund ist ein Wald mit Waldtieren dargestellt, nach rechts öffnet sich der Blick auf eine Uferlandschaft mit schroffen Felsen mit Burg. 
Rechts unter dem erhobenen Bein der Venus ist das Bild auf einem Stein bezeichnet mit einer nach links gewandten, geflügelten Schlange mit Ring im Maul. Die Flügelschlange mit Ring wurde Cranach am 6. Januar 1508 durch Friedrich den Weisen als Wappentier verliehen und kommt in verschiedenen Variationen statt einer namentlichen Signatur auf zahlreichen Gemälden des Cranach-Kreises vor.
Das Motiv geht zurück auf das Gedicht Keriokleptes (Honigdieb) aus den Idyllen des griechischen Dichters Theokritos (um 270 v. Chr.), das im frühen 16. Jahrhundert in mehreren lateinischen Übersetzungen vorlag. Das Gedicht berichtet darüber, wie der hungrige Amor in einen Bienenstock greift, um den Honig zu naschen, und dabei von den Bienen attackiert wird. Er beklagt sich darauf bei seiner Mutter, dass ihm kleine Wesen große Schmerzen zufügen würden, und wird von der Mutter dann daran erinnert, dass er als Knabe mit seinen Pfeilen den Menschen ebenfalls große Schmerzen zufügen würde. Die bei Cranach bei diesem Gemälde rechts oben im Himmel sowie auch bei weiteren Gemälden dieses Sujets verwendete lateinische Inschrift paraphrasiert in den ersten beiden Zeilen die Übersetzung von Ercole Strozzi, für die letzten beiden Zeilen kommen Übersetzungen aus dem Kreis der Wittenberger Humanisten um Philipp Melanchthon in Frage.

## Stilkritische Betrachtung
Das Sujet der Venus mit Amor als Honigdieb ist in mindestens 30 Versionen des Cranach-Kreises bekannt. Hinzu kommen zahlreiche weitere Gemälde, die Venus mit Amor ohne Honig zeigen, sowie einige Fragmente, auf denen nur Amor oder Venus dargestellt sind. Die frühen Darstellungen von Venus und Amor bei Cranach, z. B. der in zahlreichen Exemplaren bekannte, 1506 datierte Holzschnitt oder das 1509 datierte Gemälde in der Eremitage in Sankt Petersburg scheiden zur Datierung des Londoner Gemäldes aus, da sie sich stilistisch und motivisch sehr stark davon unterscheiden. Die frühest datierte Cranach-Darstellung von Venus mit Amor als Honigdieb mit einer Motivkomposition in reich ausstaffierter Landschaft wie auf dem Londoner Gemälde stammt von 1527 und befindet sich im Bestand des Staatlichen Museums Schwerin, seit 2012 ausgestellt in der Außenstelle Schloss Güstrow. Die Authentizität dieser motivisch nahe mit dem Londoner Bild verwandten Variante wird zwar teilweise bestritten, jedoch gilt als unzweifelhaft, dass die Tafel zumindest auf ein Cranach-Original von 1527 zurückgeht. Aufgrund der Nähe der beiden Darstellungen sowie aufgrund von stilistischen Übereinstimmungen mit der Faunenfamilie in Los Angeles (J. Paul Getty Museum, Inv. Nr. 2003.100) wird das Londoner Bild gemeinhin auf die Zeit kurz vor 1527 datiert. Als spätester Zeitpunkt für die Ausführung kommt 1537 in Frage, da sich in jenem Jahr die Cranach-Signatur dahingehend änderte, dass die wie auf dem Londoner Gemälde bislang aufgerichteten Schlangenflügel künftig gesenkt dargestellt wurden.
Die Venus bot wie andere, häufig von Cranach behandelte Sujets (Adam und Eva, Lucretia, Caritas, Parisurteil) die Möglichkeit zur vielfältigen Darstellung nackter Frauenkörper, wobei der moralisierende Bildgehalt dem erotischen Bildvorwurf als Rechtfertigung dient. Verstärkt kommen solche Themen bei Cranach seit dem Aufkommen der Reformation ab 1520/25 vor, als das Auftragsvolumen für Altarwerke zurückging und sich die Cranach-Werkstatt neue, private Auftraggeber suchen musste.

## Provenienz
Das seit 1963 in der National Gallery befindliche Gemälde wurde im Jahr 2006 als Raubkunst identifiziert. Die Provenienz des Bildes zwischen 1909 und 1945 ist ungeklärt. Man weiß, dass sich das Gemälde bis 1909 im Eigentum des Frankfurter Kunstsammlers Emil Goldschmidt befand und im April 1909 durch Rudolph Lepke’s Kunst-Auctions-Haus in Berlin an einen unbekannten Käufer versteigert wurde. Im April oder Mai 1945 war es im ausgelagerten Sammlungsbestand von Hermann Göring entdeckt worden. Unter zweifelhaften Umständen gelangte es in den Besitz der amerikanischen Journalistin Patricia Lochridge Hartwell. Ihr war es von einem Soldaten der Alliierten geschenkt worden, obwohl nach dem 1944 erlassenen Militärgesetz Nr. 52 jede Weitergabe, egal ob durch Verkauf oder als Geschenk, von Kunstgegenständen die einen Wert von fünfzig US-Dollar überschritten, verboten war.
1962 verkaufte Hartwell das Bild an die New Yorker Galerie A. & E. Silberman, die es wiederum 1963 an die Londoner National Gallery weiterveräußerte. Im Zuge der nach der Washingtoner Erklärung von 1998 begonnenen Überprüfung der Bestände auf deren Herkunft wurde die unklare Provenienz entdeckt. Da nach englischem Recht unrechtmäßiger Eigentumserwerb nicht verjährt, wurde zweifelsfrei festgestellt, dass das Museum keine Eigentumsrechte an dem Gemälde hat. Doch der rechtmäßige Eigentümer konnte nicht ermittelt werden.